# Mecanismo Único de Resolución
El Mecanismo Único de Resolución (MUR)  es uno de los pilares de la unión bancaria de la Unión Europea y es el encargado de poner en marcha en los Estados miembros participantes la Directiva de recuperación y resolución bancaria, marco legal para la recuperación y resolución de entidades de crédito y empresas de servicios próximas a una situación de inviabilidad. El MUR se creó a través de un Reglamento europeo que entró en vigor el 19 de agosto de 2014. Se prevé la creación de un Fondo Único de Resolución (FUR) que financie la reestructuración de entidades en peligro como una parte primordial del MUR a través de un acuerdo intergubernamental complementario, cuya ratificación está pendiente. El BCE ha sido elegido para ser la autoridad de resolución del MUR. El mecanismo de resolución entró en funcionamiento el 1 de enero de 2016, una vez se haya creado el FUR y haya recibido financiación. El MUR funciona a la par junto con otro pilar importante de la unión bancaria europea, el Mecanismo Único de Supervisión (MUS). El MUR será de aplicación inmediata a todos los miembros del MUS y aquellos Estados que no participen en el MUS no podrán participar en el MUR.

## Historia
El MUR se rige por un Reglamento y un acuerdo intergubernamental, que son los que se citan a continuación:
- Reglamento (UE) N.º 806/2014 del Parlamento Europeo y del Consejo de 15 de julio de 2014 por el que se establecen normas uniformes y un procedimiento uniforme para la resolución de entidades de crédito y de determinadas empresas de servicios de inversión en el marco de un Mecanismo Único de Resolución y un Fondo Único de Resolución y se modifica el Reglamento (UE) n.º 1093/2010[5][6]
- Acuerdo sobre la transferencia y mutualización de las aportaciones al Fondo Único de Resolución.[2]

El Reglamento fue propuesto por la Comisión Europea en julio de 2013. Los detalles de algunos aspectos del funcionamiento del FUR, incluyendo la transferencia y mutualización de los fondos de las autoridades nacionales al fondo único, se escindieron del Reglamento e incorporaron al acuerdo intergubernamental debido a problemas, sobre todo en el caso de Alemania, de que eran incompatible con los tratados actuales de la UE.
El Parlamento y el Consejo de la Unión Europea alcanzaron un acuerdo sobre el Reglamento el 20 de marzo de 2014. El Parlamento Europeo aprobó el Reglamento el 15 de abril de 2014, y el Consejo hizo lo mismo el 14 de julio, concluyendo con su entrada en vigor el 19 de agosto de 2014, como Reglamento (EU) N.º 806/2014.
El acuerdo intergubernamental fue firmado por 26 Estados miembros (todos a excepción de Suecia y Reino Unido) el 21 de mayo de 2014 y está abierto a la entrada de cualquier otro Estado miembro de la UE. Entrará en vigor el primer día del segundo mes tras el depósito de la ratificación de Estados que representen un total de al menos un 90% de los votos ponderados de Estados participantes en el MUS y MUR, y será de aplicación desde el 1 de enero de 2016, siempre que el Reglamento haya entrado en vigor, pero únicamente a Estados participantes en el MUS y MUR.
Algunas normas del Reglamento serán de aplicación desde el 1 de enero de 2015, pero la potestad de llevar a cabo la resolución de bancos no será de aplicación hasta el 1 de enero de 2016 siempre que entre en vigor el acuerdo intergubernamental.

## Propuesta y reacciones
La Comisión Europea sostuvo que la creación del MUR para los Estados participantes permitirá la toma de decisiones de manera más rápida y coordinada con respecto a entidades con problemas. El comisionado de mercados internos Michel Barnier afirmó que «al asegurarnos de que la supervisión y resolución están centralizados, se involucran los participantes nacionales más relevantes, junto con un acuerdo apropiado para traspasar fondos de resolución, permitirá que las crisis bancarias sean dirigidas de manera más eficiente dentro de la unión bancaria contribuyendo a romper la relación entre crisis soberanas y el rescate de bancos».
Las agencias de calificación han manifestado su acuerdo hacia esta medida y creen que las calificaciones europeas y el crédito crecerán al mismo tiempo que se limita el impacto de las resoluciones bancarias. Sin embargo, han surgido dudas acerca de la conveniencia o no de que se emplee el dinero de contribuyentes de un país para pagar las quiebras bancarias de otros.

## Funcionamiento
El MUR permite que aquellos bancos en problemas bajo la supervisión del MUS sean reestructurados a través de varias herramientas, entre las cuales cabe destacar el acceso al FUR, que equivale al 1% de los depósitos garantizados de todas las instituciones de crédito autorizadas en los Estados miembros participantes (estimada en unos 55.000 millones de euros), que se nutrirá de las aportaciones de los bancos a lo largo de una fase para su creación de ocho años. Esto ayudará a aliviar el impacto de la quiebra de bancos en las finanzas públicas de un solo Estado. El MUR llevará a cabo la liquidación de aquellos bancos inviables. El Single Resolution Board será el responsable directo de la resolución de las entidades significativas bajo la supervisión del BCE, mientras que las autoridades nacionales se encargarán de los no significativos.
Como el MUS, el Reglamento del MUR cubrirá todos los bancos de la eurozona, ampliable a aquellos Estados que quieran unirse. El texto del Reglamento aprobado por el Parlamento estipula que todos los Estados participantes en el MUS, incluyendo aquellos no-MUS que hayan firmado un acuerdo de cooperación, serán incluidos automáticamente en el MUR.
El acuerdo intergubernamental establece que la intención de los signatarios es incorporar sus preceptos dentro de la estructura de la UE durante los próximos 10 años.

### Junta Única de Resolución
La Junta Única de Resolución (JUR) se creó el 1 de enero de 2015. Es la autoridad de resolución de la unión bancaria europea y junto con el Mecanismo Único de Resolución, dentro del cual se incardina, constituye un pilar central dentro de la unión bancaria europea. Funciona en estrecha colaboración particularmente con las autoridades nacionales de resolución de los Estados miembros participantes, la Comisión Europea y el BCE. Su misión es asegurar la resolución ordenada de los bancos en dificultades con el mínimo impacto en la economía real y las finanzas públicas de los Estados miembros participantes.
La JUR tendrá como objetivos principales los siguientes:
1. Mantener la estabilidad financiera asegurando la continuidad de los servicios bancarios esenciales que son de interés público.
2. Asegurarse de que las posibles liquidaciones futuras de bancos dentro de la unión bancaria sean resueltas de manera eficiente, con el mínimo coste para el contribuyente y la economía real para la cual las pérdidas deben ser asumidas por los accionistas y acreedores (consiguiendo mayor seguridad legal y romper el círculo vicioso banca-soberano).

La Junta preparará planes de resolución y llevará a cabo la resolución de los bancos en problemas, cuando sean inviable o exista la probabilidad de que lo vayan a ser. La Junta estará a cargo del Fondo Único de Resolución, un fondo común compuesto por las aportaciones del sector bancario con el fin de garantizar que una entidad de crédito recibe apoyo financiero a medio plazo mientras está siendo reestructurada.
Creada por el Reglamento (EU) N.º 806/2014 sobre el Mecanismo Único de Resolución, la Junta operará como una agencia independiente de la Unión Europea desde el 1 de enero de 2015. Comenzará desarrollando planes de resolución para entidades de crédito desde enero de 2015 y será plenamente operativa, con un abanico completo de herramientas de resolución, desde enero de 2016.
La junta tiene su sede en Bruselas y consta de los siguientes miembros:
- Elke König (Presidenta), antigua presidenta de la Autoridad Federal de Supervisión Financiera (BaFin) alemana desde 2012
- Jan Reinder de Carpentier (Vicepresidente)
- Sebastiano Laviola
- Jesús Saurina
- Bostjan Jazbec
- Pedro Machado

## Ratificación del acuerdo intergubernamental
A fecha de 11 de enero de 2016, un total de veinte Estados han ratificado el acuerdo intergubernamental. Un número suficiente de Estados miembros participantes ratificaron el acuerdo antes del 30 de noviembre, superando el 90% de votos de los Estados miembros participantes requeridos para su entrada en vigor, permitiendo que la Junta Única de Resolución (JUR) asumiera plenos poderes en la resolución bancaria el 1 de enero, tal y como se había previsto. Los únicos Estados de la eurozona que no habían concluido su ratificación entonces eran Grecia y Luxemburgo. Grecia ratificó en diciembre, mientras que Luxemburgo hizo lo mismo en enero de 2016
No ha habido peticiones de «cooperación reforzada» por parte de Estados no miembros en 2014. Por lo tanto, solo se tienen en cuenta los Estados de la eurozona al calcular el voto total ponderado de los Estados miembros participantes para aplicar el requisito de mayoría cualificada (MC) del 90% para su entrada en vigor.
| Estado miembro  | Votos MC | Peso MC  | Ratificación            |
| --------------- | -------- | -------- | ----------------------- |
| Francia         | 29       | 12,95 %  | 19 de junio de 2015     |
| Alemania        | 29       | 12,95 %  | 28 de octubre de 2015   |
| Italia          | 29       | 12,95 %  | 30 de noviembre de 2015 |
| Polonia         | 27       | –        | –                       |
| España          | 27       | 12,05 %  | 15 de octubre de 2015   |
| Rumania         | 14       | –        | –                       |
| Países Bajos    | 13       | 5,80 %   | 11 de noviembre de 2015 |
| Bélgica         | 12       | 5,36 %   | 27 de noviembre de 2015 |
| República Checa | 12       | –        | –                       |
| Grecia          | 12       | 5,36 %   | 4 de diciembre de 2015  |
| Hungría         | 12       | –        | 29 de diciembre de 2015 |
| Portugal        | 12       | 5,36 %   | 23 de octubre de 2015   |
| Austria         | 10       | 4,46 %   | 17 de noviembre de 2015 |
| Bulgaria        | 10       | –        | –                       |
| Croacia         | 7        | –        | –                       |
| Dinamarca       | 7        | –        | –                       |
| Finlandia       | 7        | 3,13 %   | 24 de junio de 2015     |
| Irlanda         | 7        | 3,13 %   | 26 de noviembre de 2015 |
| Lituania        | 7        | 3,13 %   | 25 de noviembre de 2015 |
| Eslovaquia      | 7        | 3,13 %   | 4 de febrero de 2015    |
| Chipre          | 4        | 1,79 %   | 14 de octubre de 2015   |
| Estonia         | 4        | 1,79 %   | 25 de noviembre de 2015 |
| Letonia         | 4        | 1,79 %   | 4 de diciembre de 2014  |
| Luxemburgo      | 4        | 1,79 %   | 11 de enero de 2016     |
| Eslovenia       | 4        | 1,79 %   | 25 de noviembre de 2015 |
| Malta           | 3        | 1,34 %   | 30 de noviembre de 2015 |
| Unión Europea   | 313      | 100,00 % | 20 Estados              |

1. ↑  Solo se tiene en cuenta a los Estados participantes
2. ↑  Son 224 si se tiene en cuenta los Estados participantes
3. ↑  Peso por mayoría cualificada de los Estados que han ratificado
4. ↑  Estados que han ratificado

Dinamarca
El Gobierno danés anunció en abril de 2015 su intención de adherirse a la unión bancaria. A pesar de que el Ministerio de Justicia concluyó que dicha unión no supondría ninguna transferencia de soberanía y por lo tanto no requeriría un referéndum de manera automática, el Partido Popular Danés, la Alianza Roji-Verde y la Alianza Liberal se opusieron a dicha unión y obtuvieron suficientes escaños tras las Elecciones de junio de 2015 para impedir que el Parlamento formalizara la unión sin antes haber un referéndum previo. El Partido liberal sí está a favor de adherirse a la unión bancaria de la UE.

## Primera resolución bancaria europea: Banco Popular
La primera resolución bancaria a escala europea por mandato de la JUR se produjo en 2017 con el  Banco Popular y fue ejecutada por el FROB. Tras la declaración formal de inviabilidad de la entidad por parte del Banco Central Europeo el 6 de junio de 2017 y dada la existencia de un claro interés público, la resolución fue la opción elegida por la JUR. La JUR aprobó el dispositivo de resolución con las medidas específicas a aplicar sobre Banco Popular y tras el refrendo formal del mismo por parte de la Comisión Europea, el FROB aprobó una resolución por la que se procedía a la ejecución del dispositivo de resolución, dado que la ejecución de las medidas compete a la Autoridad Nacional de Resolución Ejecutiva del Estado miembro en cuestión.